# 探偵事務所5
『探偵事務所5』（たんていじむしょご）は、林海象率いる映像探偵社の作品。「夢みるように眠りたい」から始まる林監督作探偵物の集大成的作品群。
D-5PROJECTと呼ばれ、100人の探偵による100の物語をコンセプトに発信した企画である。探偵達の活躍は、劇場、ネットシネマ、漫画といった各種媒体で発表された。
舞台は川崎にある創立60年を迎える「探偵事務所5」。ここに所属する探偵達の活躍を描いている。探偵達に名前は無く、5から始まる3桁の番号を与えられている。

## 劇場版

### 「探偵事務所5〜5ナンバーで呼ばれる探偵達の物語〜」
第1話「探偵591 〜楽園 Paradise〜」
- 時間：1：15：47
- 出演：探偵591（成宮寛貴）・宍戸瞳（貫地谷しほり）・探偵513（近藤芳正）・探偵553（池内博之）・探偵R571（SHOGO）・探偵517（上原歩）
- 脚本：天願大介・利重剛・林海象
- 監督：林海象

第2話「探偵522 〜失楽園 Paradise Lost〜」
- 時間：1：02：58
- 出演：探偵522（宮迫博之）・探偵508（中沢青六）・崎山（綾田俊樹）
- 脚本：天願大介・利重剛・林海象
- 監督：林海象

### 『THE CODE/暗号』
2009年5月9日公開。124分
- 出演：探偵507（尾上菊之助）・美蘭（稲森いずみ）・情報屋（松岡俊介）・探偵523（斎藤洋介）・椎名（松方弘樹）
- 監督：林海象
- 脚本：林海象・徳永富彦・久万真路

## Another Story
劇場版のほか、アナザー・ストーリーとしてネットシネマ版1stシーズン全26話（Yahoo!BBでは30話）、2ndシーズン全24話が配信された。（ネットシネマ版の1stは期間限定無料配信であったが、2ndからは有料となった。）

### 1st Season

#### あらすじ
5を継ぐ者たち
いつも失敗続きの新米探偵596は、ある日501に呼び出される。クビの宣告かと思い、落胆しながら行ってみると探偵511の素行調査を命じられるのだが…。
七つの顔
探偵532は変装の名人。一方的に婚約解消された女性の妹からの依頼で、その男の本性を様々な人間に変装しながら探っていく。
LOST ONE
痛覚・記憶を無くしている探偵555は、人間同士を戦わせて賭博行為を行っている組織への潜入調査を命じられる。
み●なくるう
特殊な力を持ったオッドアイをもつ探偵542は、依頼者より持ち込まれた奇妙な遺書を読み解くのだが…。
ログイン
探偵599はIT部の椿が開発したプログラムであり、彼女しかアクセスできない彼女だけの探偵。仮想空間で二人が繰り広げる物語。
野良犬
老探偵より「511」の称号を受け継いだ元・探偵596。ある派出所の保管庫よりすり替えられた拳銃の行方を、老探偵より受け継いだ尾行術を用いて探すのだが…。
5の起こり
探偵事務所5はいかにして出来たのか？森達也が宍戸会長にインタビューを行う。
川崎少年探偵団
宍戸会長の孫、瞳が率いる「川崎少年探偵団」は探偵にあこがれ日々特訓を行っている。だがある日どこからか札束を見つけてしまい事件に巻き込まれる…。
崎山先端科学研究所
探偵七つ道具などを作っている崎山の研究所を杉山監督が取材する。
七つの心
変装の名人、探偵532への今回の依頼は「変装の必要はない」とのこと。いったいどういうことなのか？
スペースポリス、軍曹
探偵576と相棒のフリーの探偵・ウサギがいつものように張り込みをしていると、そこに変な男がやってくる。彼は宇宙から来たと言うのだが…。
NIGHTMARE SOLDIERS
探偵555の今回の任務は子供の救出。だが、元兵士の犯人は555の過去を知っていた…。
青い鳥を探して
「青い鳥がいなくなった。」そう言って探偵542の元へと依頼人が空の鳥かごを持ってやってくる。だが、542の目で見ても青い鳥など見えない…。
鍵屋の錠
どんな鍵でも開けることができると言い張る鍵屋の錠。彼に開けられない鍵はあるのか？
終わらない別れ
タブーをおかし、恋人を失った依頼者に恋をした探偵511。しかし、「終わらない別れ」はやってくる…。
マクガフィン
沖縄支部在住の探偵515は本部より捜索を命じられた女性を見つけるのだが…。彼女の絵に描かれた「MacGuffin」という文字の意味とは？
指紋の記憶
ある日、瞳はアルバイトで貯めたお金で指紋検出キットを買う。さっそく自分の部屋で使ってみるのだが…。
資料室の番人 司書
情報を教えると100円をせびる、探偵事務所5の資料室の番人の物語。
渋谷は燃えているか？
探偵576とウサギへの今回の依頼は、行方不明の歌手をライブの本番までに探し出すこと。二人が渋谷の街を駆け回る！
すべてはALL RIGHT
いつも探偵576と一緒のウサギは、単独で捜査を行う。探偵501はウサギを探偵事務所5に迎えるテストのようなものだと言うが…。
白い薔薇の女
ウサギはある男子高校生から、突然学校を辞めた先生の調査を依頼される。調査を進めていくうちに明らかになった、先生と白い薔薇の秘密とは？
真夜中の屋台
おでんの屋台をやっている探偵508。その屋台の前に憂鬱そうな女性が立っていた。
探偵BARにようこそ
探偵513は探偵たちの情報交換、避難所となる探偵BARのバーテンダー。そのBARのある日の物語。

#### 各話リスト
| 話数   | サブタイトル          | 時間   | 脚本            | 監督            | 出演                                                                                       |
| ------ | --------------------- | ------ | --------------- | --------------- | ------------------------------------------------------------------------------------------ |
| 第1話  | 5を継ぐ者たち（前編） | 26：04 | 徳永富彦 利重剛 | 中井庸友        | 探偵596（柏原収史）・探偵511（石橋蓮司）・探偵556（小沢和之） 探偵事務所5会長500（宍戸錠） |
| 第2話  | 5を継ぐ者たち（後編） | 28：43 | 徳永富彦 利重剛 | 中井庸友        | 探偵596（柏原収史）・探偵511（石橋蓮司）・探偵556（小沢和之） 探偵事務所5会長500（宍戸錠） |
| 第3話  | 七つの顔              | 21：48 | 徳永富彦        | 中井庸友        | 探偵532（夏生ゆうな）・崎山（綾田俊樹）                                                    |
| 第4話  | LOST ONE              | 26：21 | 徳永富彦        | 中井庸友        | 探偵555（虎牙光揮）                                                                        |
| 第5話  | み●なくるう           | 31：16 | 徳永富彦        | 萩生田宏治      | 探偵542（鈴木リョウジ）                                                                    |
| 第6話  | ログイン              | 29：13 | 徳永富彦 利重剛 | 萩生田宏治      | 探偵599（宍戸開）・IT部・椿（櫛山晃美）・助手（森下能幸）                                  |
| 第7話  | 野良犬（前編）        | 25：55 | 徳永富彦        | 林海象          | 探偵511（新）（柏原収史）・刑事（ベンガル）                                                |
| 第8話  | 野良犬（後編）        | 19：01 | 徳永富彦        | 林海象          | 探偵511（新）（柏原収史）・刑事（ベンガル）                                                |
| 第9話  | 5の起こり             | 18：18 | 徳永富彦 利重剛 | 杉山嘉一 林海象 | 探偵500（宍戸錠）                                                                          |
| 第10話 | 川崎少年探偵団        | 26：24 | 規拒泉美        | 久万真路        | 宍戸瞳（貫地谷しほり）                                                                     |
| 第11話 | 崎山先端科学研究所    | 21：57 | 利重剛          | 林海象          | 崎山（綾田俊樹）                                                                           |
| 第12話 | 七つの心              | 26：56 | 徳永富彦        | 萩生田宏治      | 探偵532（夏生ゆうな）                                                                      |
| 第13話 | スペースポリス、軍曹  | 19：43 | 渡辺一志        | 渡辺一志        | 探偵576（佐伯新）・渡辺一志（目黒裕樹）                                                    |
| 第14話 | NIGHTMARE SOLDIERS    | 31：35 | 徳永富彦        | 杉山嘉一        | 探偵555（虎牙光揮）                                                                        |
| 第15話 | 青い鳥を探して        | 32：27 | 利重剛 徳永富彦 | 萩生田宏治      | 探偵542（鈴木リョウジ）・山本一生                                                          |
| 第16話 | 鍵屋の錠              | 18：18 | 利重剛          | 林海象          | 鍵屋の錠（矢島健一）                                                                       |
| 第17話 | 終わらない別れ        | 34：22 | 徳永富彦 利重剛 | 杉山嘉一        | 探偵511（柏原収史）・刑事（ベンガル）                                                      |
| 第18話 | マクガフィン（前編）  | 28：53 | 當間早志 利重剛 | 當間早志        | 探偵515（藤木勇人）・洞口依子・津波信一                                                    |
| 第19話 | マクガフィン（後編）  | 31：29 | 當間早志 利重剛 | 當間早志        | 探偵515（藤木勇人）・洞口依子・津波信一                                                    |
| 第20話 | 指紋の記憶            | 37：07 | 林海象          | 林海象          | 探偵事務所5幹部501（佐野史郎）・宍戸瞳（貫地谷しほり）                                     |
| 第21話 | 資料室の番人 司書     | 17：06 | 利重剛          | 林海象          | 司書（牧口元美）                                                                           |
| 第22話 | 渋谷は燃えているか？  | 19：29 | 渡辺一志        | 渡辺一志        | 探偵576（佐伯新）・渡辺一志・藤谷文子                                                      |
| 第23話 | すべてはALL RIGHT     | 23：04 | 渡辺一志        | 渡辺一志        | 探偵576（佐伯新）・渡辺一志・藤谷文子・ミッキーカーチス                                    |
| 第24話 | 白い薔薇の女          | 27：35 | 渡辺一志        | 渡辺一志        | 渡辺一志                                                                                   |
| 第25話 | 真夜中の屋台          | 19：05 | 杉山嘉一        | 杉山嘉一        | 探偵508（中沢青六）・探偵590（窪塚俊介）                                                   |
| 第26話 | 探偵BARにようこそ     | 20：16 | 杉山嘉一        | 杉山嘉一        | 探偵513（近藤芳正）・探偵520（津田寛治）                                                   |

### 2nd Season

#### 各話リスト
| 話数   | サブタイトル                                 | 時間   | 脚本                   | 監督            | 出演                                                                                          |
| ------ | -------------------------------------------- | ------ | ---------------------- | --------------- | --------------------------------------------------------------------------------------------- |
| 第1話  | その男 俳句探偵 五七五                       | 36：24 | 徳永富彦 岡田茂        | 金子功          | 探偵575（吹越満）・川津春・螢雪次朗                                                           |
| 第2話  | スリット                                     | 35：29 | 佐東歩美               | 杉山嘉一        | 探偵577（坂井真紀）・長宗我部陽子                                                             |
| 第3話  | 君の瞳に恋してる!?                           | 17：15 | 関谷崇                 | 久万真路        | 宍戸瞳（貫地谷しほり）                                                                        |
| 第4話  | 人工知能探偵はプログラマーの夢を見るか       | 30：19 | 徳永富彦               | 七字幸久        | 探偵599（宍戸開）・椿（櫛山晃美）                                                             |
| 第5話  | グッバイマザー                               | 22：42 | 海上ミサコ 梯佐知子    | 海上ミサコ      | 探偵524（銚子支部担当）（日笠宣子）・海部剛史                                                 |
| 第6話  | 息子                                         | 37：48 | 玉城悟                 | 久万真路        | 探偵520（津田寛治）・石井めぐる                                                               |
| 第7話  | カインとアベル（第一章）                     | 28：25 | 徳永富彦 利重剛 林海象 | 林海象          | 探偵596（現511）（柏原収史）・塩谷瞬                                                          |
| 第8話  | カインとアベル（第二章）                     | 26：06 | 徳永富彦 利重剛 林海象 | 林海象          | 探偵596（現511）（柏原収史）・塩谷瞬                                                          |
| 第9話  | カインとアベル（第三章）                     | 32：59 | 徳永富彦 利重剛 林海象 | 林海象          | 探偵596（現511）（柏原収史）・塩谷瞬                                                          |
| 第10話 | カインとアベル（第四章）                     | 34：03 | 徳永富彦 利重剛 林海象 | 林海象          | 探偵596（現511）（柏原収史）・塩谷瞬                                                          |
| 第11話 | 送り火 右                                    | 33：47 | 清水弥 林海象          | 林海象          | 探偵558（京都支部）（金井良信）・岩澤侑生子                                                   |
| 第12話 | 送り火 左                                    | 30：20 | 清水弥 林海象          | 林海象          | 探偵558（京都支部）（金井良信）・岩澤侑生子・大楽源太                                         |
| 第13話 | 悲しみや やがて溶けゆく 雪となり             | 33：38 | 岡田茂                 | 金子功          | 探偵575（吹越満）・久保晶・鈴木瑠華                                                           |
| 第14話 | 薔薇は13で待て                               | 24：18 | 亀渕裕 糸曽賢志        | 亀渕裕 糸曽賢志 | 探偵544（奥田恵梨華）・ショーン・ウィーグ                                                     |
| 第15話 | 買収を阻止せよ                               | 30：15 | ジェイ                 | 土持幸三        | 探偵529（加勢大周）・探偵532（夏生ゆうな）                                                    |
| 第16話 | カウントダウン（三度目の 春風に揺れ 夫婦花） | 33：10 | 徳永富彦 杉山嘉一      | 杉山嘉一        | 探偵575（吹越満）・渡辺典子                                                                   |
| 第17話 | カウントダウン（セカンドライフ）             | 31：18 | 徳永富彦 杉山嘉一      | 杉山嘉一        | 探偵542（鈴木リョウジ）・光石研                                                               |
| 第18話 | カウントダウン（一本の線）                   | 30：32 | 徳永富彦 杉山嘉一      | 杉山嘉一        | 探偵596（現511）（柏原収史）・探偵542（鈴木リョウジ）・探偵575（吹越満）                      |
| 第19話 | カウントダウン（グラウンドゼロ）             | 34：21 | 徳永富彦 杉山嘉一      | 杉山嘉一        | 探偵596（現511）（柏原収史）・探偵542（鈴木リョウジ）・探偵575（吹越満）・探偵590（窪塚俊介） |
| 第20話 | 漫画探偵539（前編）                          | 19：50 | 佐東歩美 手塚眞        | 手塚眞          | 探偵539（山下真司）・江口ヒロミ                                                               |
| 第21話 | 漫画探偵539（後編）                          | 29：08 | 佐東歩美 手塚眞        | 手塚眞          | 探偵539（山下真司）・江口ヒロミ                                                               |
| 第22話 | 探偵事務所5の長〜い1日の巻                   |        | 関谷崇                 | 関谷崇 森義仁   | 探偵517（上原歩）・司書（牧口元美）                                                           |
| 第23話 | メイド・イン・ドリーム                       |        | 佐東歩美               | 杉山嘉一        | 探偵577（坂井真紀）                                                                           |
| 第24話 | 送り火・右左（モノクロ編）                   |        | 清水弥 林海象          | 林海象          | 探偵558（京都支部）（金井良信）・岩澤侑生子                                                   |

## 漫画版
- 作・徳永富彦、画・桐木憲一、ヤングジャンプ・コミックスBJ、全2巻。
- 本編がビジネスジャンプ2006年10号-22号に掲載。その後、特別編1話、2話がビジネスジャンプ増刊・BJ魂に掲載された。

本編（全13話）
登場探偵：探偵557（新、三木睡蓮）・探偵557（旧）・探偵507・探偵510・探偵511（元探偵596）・探偵517・探偵501・探偵500
探偵557の息子、三木睡蓮は失踪した父親を探し出すため再会屋をやっている。ある依頼により罠にはめられた睡蓮は探偵557となり、さまざまな依頼をこなしながら、父親の手掛かりを見つけていく。
特別編第1話「何が彼女をそうさせたか？」
登場探偵：探偵557・探偵532
特別編第2話「探偵」
登場探偵：探偵557

## 余談
- 1st、2ndシーズンがBS-iにて2008年1月から6月の毎週水曜21時から22時に放送されている。

初回1月2日だけは特別編成のため19時から21時。　
番組ではドラマの他櫛山晃美をインタビュアーに迎え、この番組に出演した俳優・監督・スタッフらへのインタビューをBS用のオリジナルコーナーとして提供している。
- シリーズに先駆け2002年6月に「私立探偵551　流れよ我が涙、と探偵は言った」がYahoo!ムービーにて配信された。

出演：探偵551（横須賀支部）・北村一輝・夏生ゆうな・鈴木砂羽 、脚本：林海象・利重剛、監督：林海象
- 林海象の代表作である「私立探偵濱マイク」に登場する主人公の濱マイクも横浜支部で5ナンバーを持っているはずと林は語っている。また、「私立探偵551」の中においても「横浜のマイク」というセリフのシーンがある。
- 2007年、かわさきアジアンフェスタ2007の前夜祭で「カインとアベル」が劇場映画として上映された。
- 探偵529こと加勢大周 が、2008年10月5日、覚醒剤取締法違反（所持）と大麻取締法違反（所持）の現行犯で逮捕された。これを受け公式サイトでは探偵529を探偵業務から永久追放すると発表された。